# 杜自明
杜自明（1878年—1961年），男，满族，四川成都人，中国中医骨伤科专家，曾任中国中医研究院骨科主任，第三届全国政协委员。